# Stazione di Uchide
La stazione di Uchide (久寿川駅?, Uchide-eki) è una fermata ferroviaria della città di Ashiya nella prefettura di Hyōgo in Giappone. Dista 17,8 km ferroviari dal capolinea di Umeda.

## Linee
Ferrovie Hanshin
■ Linea principale Hanshin

## Struttura
La fermata è situata in superficie, e costituita da due binari passanti e due marciapiedi laterali, collegati da un sottopassaggio. 
| 1 | ■ Linea principale Hanshin | per Amagasaki, Umeda, Ōsaka Namba e Kintetsu Nara |
| 2 | ■ Linea principale Hanshin | per Uozaki, Sannomiya, Akashi e Himeji            |

## Stazioni adiacenti
| «                                 | Servizio                   | »                        |
| Linea principale Hanshin          | Linea principale Hanshin   | Linea principale Hanshin |
| --------------------------------- | -------------------------- | ------------------------ |
| Kōroen                            | Locale Esp. lim. sezionale | Ashiya                   |
| Tutti gli altri treni non fermano |                            |                          |